# Les estructures elementals de la narrativa
Les estructures elementals de la narrativa (2021) és el tercer assaig de no-ficció, publicat per La Campana, de l'antropòleg, africanista i escriptor català, Albert Sánchez Piñol. Aquest assaig didàctic se centra a comprendre els punts bàsics sobre les quals s'estructura un relat, no només en les cultures occidentals, sinó també compara les diferents tradicions narratives en diverses tribus de l'Àfrica. Sánchez Piñol teoritza sobre l'estructura narrativa a qui anomena de forma col·loquial Papitu.

## Continguts
"Aquest llibre no explica com s'escriu una història; aquest llibre explica com s'escriuen totes les grans històries que mai s'han escrit i s'escriuran, i per què han captivat a milions i milions de lectors" - Albert Sánchez Piñol, Les estructures elementals de la narrativa (2021).

### Xamanisme i mediumnitat
Sánchez Piñol usa els termes xamanisme i mediumnitat per a discernir entre les dues grans categories en què es pot classificar qualsevol història i narració mai concebuda. Això pot ajudar els aspirants a escriptors en la creació de les narratives i també a analitzar de manera més eficaç les històries de les quals hom gaudeix com a lector.
Amb el primer terme, xamanisme, fa referència a l'ancestral pràctica o creença del viatge espiritual, i el fa servir per a agrupar aquells relats dels quals el conflicte narratiu sorgeix del mateix viatge o moviment (no necessàriament físic) del personatge principal.

Per altra banda, la mediumnitat fa referència a l'atracció d'esperits o personalitats alienes. Aquest terme li serveix per a aplegar els relats en què la font del conflicte és l'aparició o invasió d'un agent extern al personatge protagonista.
"Tots, absolutament tots els arguments coneguts es basen en els principis «algú o alguna cosa va / algú o alguna cosa ve»." - Albert Sánchez Piñol, Les estructures elementals de la narrativa (2021).

### Estructura "Papitu"
Albert Sánchez Piñol còmicament anomena d'aquesta manera, Papitu, a la teoria de l'esquema estructural narratiu que desenvolupa al llarg d'aquest assaig. La funció d'aquest esquema és englobar els principals elements universals que distingim en una narrativa.

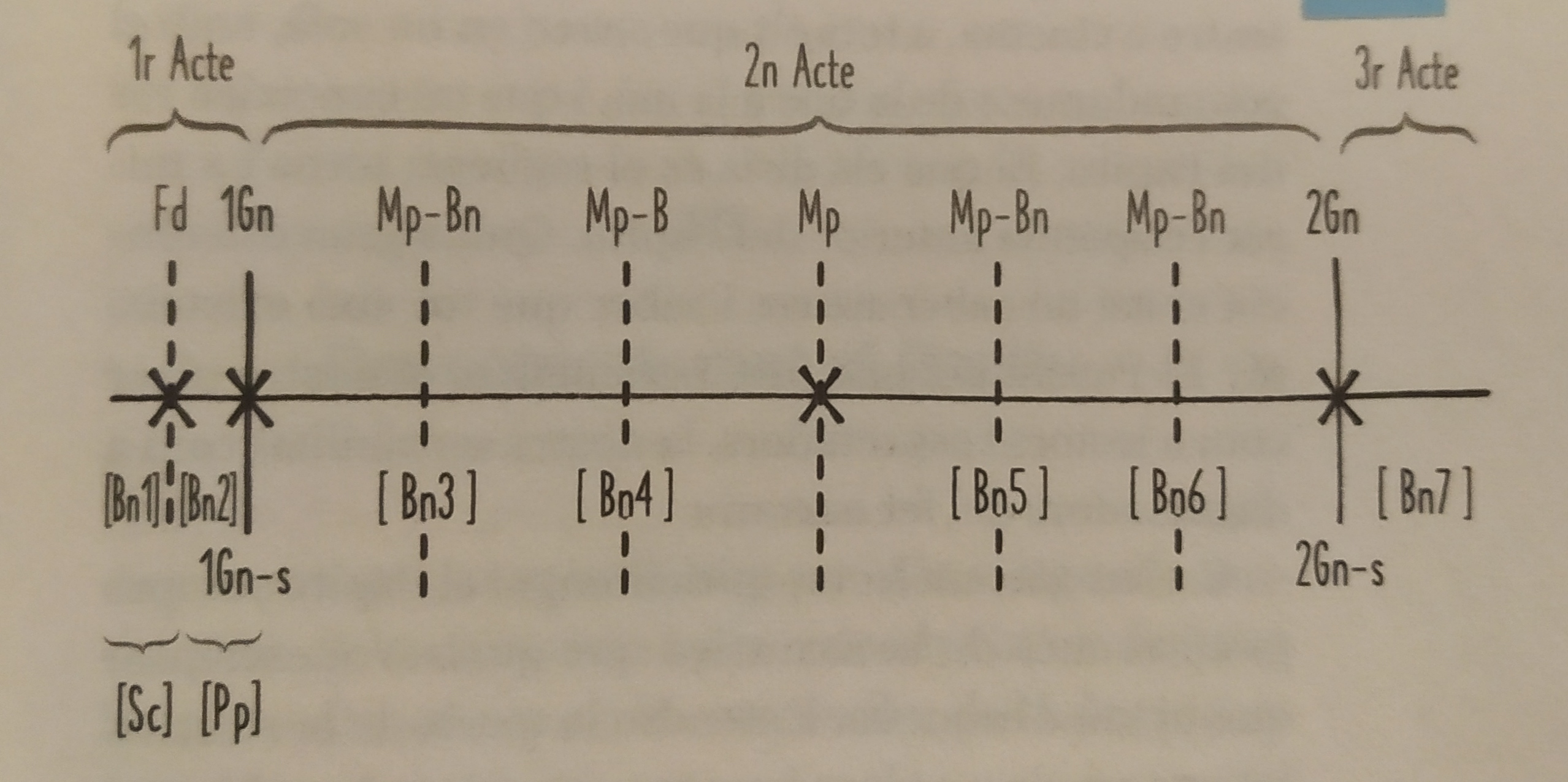
Esquema de la estructura narrativa Papitu, del llibre Les estructures elementals de la narrativa (2021), d'Albert Sánchez Piñol.

Tal com va afirmar Aristòtil en la Poètica, en el segle IV aC, i com fou acceptat des de llavors en la majoria de les teories de la narrativa fins a l'actualitat, Sánchez Piñol planteja l'estructura narrativa dividida en tres actes clàssics: presentació, nus i desenllaç.
El 1r Acte s'inicia a la primera pàgina de l'obra i acaba en el primer gir narratiu (1Gn). Conté el factor desencadenant (Fd), que desencadena el conflicte principal de la narració, i es divideix en els dos primers blocs narratius (Bn), que contenen la presentació del personatge (Pp) i la situació contextual (Sc).
Al 2n Acte, que ocupa bona part de la història, comença a partir del primer gir narratiu (1Gn) i s'estén fins al segon gir narratiu (2Gn), on es resol la incògnita que ha generat aquest primer. Està dividit en diferents blocs narratius (Bn); usualment en són quatre, però poden ser-ne més o menys depenent de la llargada del relat. Existeix també, a la meitat del 2n Acte, el factor de canvi denominat midpoint (Mp); terme ja utilitzat per altres teoritzadors de l'estructura narrativa anteriors com Robert McKee o Blake Snyder.
El 3r Acte comença al segon gir narratiu (2Gn) i finalitza a l'última pàgina. Aquest acte està format per un sol bloc narratiu (Bn) i resol el conflicte principal de la narració, tancant l'obra.
En el llibre, Albert Sánchez Piñol hi explica també els mètodes de desestructuració del Papitu.

### Exercicis i glossari
La publicació també té una secció d'exercicis pràctics perquè els menys familiaritzats amb l'estructura puguin aprendre'n amb petites activitats d'anàlisi de pel·lícules famoses i blockbusters.
Al final d'aquesta darrera secció hi ha un pràctic glossari amb tots els conceptes i termes principals de l'assaig amb les seves definicions.

## Crítiques
"Sánchez Piñol ha aconseguit exposar la llei dels tres actes amb una gran claredat, senzillesa, exactitud i amenitat, amb un punt d'humor i atreviment molt allunyat de la tristor universitària, com només ho pot fer un gran narrador." (Enric Gomà, Núvol)
"Sánchez Piñol dibuixa de manera tan nítida la seva praxi com a narrador que el llibre es pot llegir —i així el llegiran en el futur els estudiosos de la seva obra— com una poètica que ens revela com ell s'ha enfrontat a la creació literària." (Bernat Puigtobella, Núvol)
"La veritat és que, en molts moments, el llibre de Piñol sembla un acudit, o potser vol ser-ho, perquè a l’estructura bàsica d’inici, nus i desenllaç li diu el ‘Papitu’, cosa que he de dir que el fa d’entrar de ple en el saló de la fama dels story gurus." (Melcior Comes, Núvol)